# Antonio Mangilli
Antonio Mangilli (Cento, 26 dicembre 1829 – Cento, 9 aprile 1900) è stato un politico italiano.
Fu due volte sindaco di Cento (1869-1875 e 1895-1900), parlamentare nel gruppo dei Moderati per quattro legislature.
Fu eletto senatore del Regno d'Italia dalla XVII legislatura. Aveva sposato la nobildonna fiorentina Amelia Baldini, dalla quale ebbe la figlia Ada, pittrice (1863-1935). Fu anche presidente del consiglio di amministrazione della locale Cassa di Risparmio.